# The Only One (Bryan Adams)
The Only One è un brano musicale rock scritta da Bryan Adams e Jim Vallance nel giugno del 1982..
La canzone è stata inserita nell'album Cuts Like a Knife, ha raggiunto la posizione numero 44 della Billboard Top Tracks Chart nel 1983.

## Formazione
- Bryan Adams: Voce, Chitarra ritmica, Chitarra solista, Cori
- Keith Scott: Chitarra ritmica, Chitarra solista, Cori
- Mickey Curry: batteria
- Dave Taylor: basso
- Tommy Mandel: Tastiere
- Lou Gramm: Cori

## Classifiche
| Classifica (1983)             | Posizione massima |
| ----------------------------- | ----------------- |
| Stati Uniti (mainstream rock) | 44                |